# 高祚
高祚（？—？），東漢末年曹操麾下將領。

## 生平
建安二十年（公元215年）曹操討伐張魯。七月，曹操抵達陽平關。張魯命令其弟張衛和楊昂據守陽平關，沿山腰築十多里長的城牆，曹軍無法攻克，便詐退撤軍。張魯軍見曹軍撤退，陽平關守備開始鬆懈。曹操見機派解𢢼、高祚等人夜襲，大破張魯軍，斬殺楊任，又向張衛進攻，張衛等人連夜逃走。於是張魯先退避到巴中。